# Duzulla subhyalinalis
Duzulla subhyalinalis is een vlinder van de familie van de grasmotten (Crambidae). De wetenschappelijke naam van deze soort is voor het eerst voorgesteld als Phlyctaenodes subhyalinalis door George Francis Hampson in een publicatie uit 1900.
De soort komt voor in Syrië, Jordanië, Iran, Oman, Pakistan en India.